# Чемпионат Исландии по футболу 1949
Чемпионат Исландии по футболу 1949 стал 38-м розыгрышем чемпионата страны. Чемпионский титул в 12-й раз завоевал «Рейкьявик»: при равенстве очков с клубом «Фрам» был назначен дополнительный матч, в котором «Рейкьявик» победил со счётом 2:1.

## Турнирная таблица
| М | Команда   | И | В | Н | П | Мячи   | ±  | О |
| - | --------- | - | - | - | - | ------ | -- | - |
| 1 | Рейкьявик | 4 | 1 | 3 | 0 | 10 − 8 | +2 | 5 |
| 2 | Фрам      | 4 | 2 | 1 | 1 | 12 − 9 | +3 | 5 |
| 3 | Валюр     | 4 | 1 | 2 | 1 | 6 − 6  | 0  | 4 |
| 4 | Викингур  | 4 | 2 | 0 | 2 | 7 − 8  | −1 | 4 |
| 5 | Акранес   | 4 | 0 | 2 | 2 | 5 − 9  | −4 | 2 |

И — игры, В — выигрыши, Н — ничьи, П — проигрыши, Мячи — забитые и пропущенные голы, ± — разница голов, О — очки

## Интересные факты
- За день до дополнительного матча «Рейкьявик» потерял одного из своих игроков: в автокатастрофе погиб 22-летний Хлодвер Орн Бьярнасон, перспективный игрок, который собирался перебраться в Норвегию.
- Победа «чёрно-белых» в 1949 году была приурочена к 50-летию клуба. Спустя 50 лет «Рейкьявик» одержал 21-ю победу в чемпионате и приурочил её уже к своему 100-летию.
- Для «Викингура» этот чемпионат стал серьёзным ударом: команда проиграла «Валюру» 3:1, умудрившись забить в собственные ворота, в результате чего досрочно прекратила борьбу за титул.